# Sinophorus katoensis
Sinophorus katoensis är en stekelart som beskrevs av Sanborne 1986. Sinophorus katoensis ingår i släktet Sinophorus och familjen brokparasitsteklar. Inga underarter finns listade i Catalogue of Life.